# (46716) 1997 NX
1997 أن أكس (ويعرف أيضًا باسم (46716) 1997 أن أكس وفق تسمية الكوكب الصغير) (بالإنجليزية: 1997 NX)‏ هو كويكب ضمن حزام الكويكبات؛ وترتيبه 46716 من حيث الاكتشاف.
اكتُشف هذا الجُرم الفلكي بواسطة Atsushi Sugie ‏ في 3 يوليو 1997.

## وصلات خارجية
- (46716) 1997 NX في قاعدة بيانات مختبر الدفع النفاث لأجرام النظام الشمسي الصغيرة

- الاكتشاف · مخطط المدار ·  العناصر المدارية · المعلمات المادية

- (46716) 1997 NX على موقع ويكي سكاي: DSS2, SDSS, GALEX, IRAS, Hydrogen α, X-Ray, Astrophoto, Sky Map, Articles and images